# Río Tarqui
Der Río Tarqui ist ein rechter Nebenfluss des Río Yanuncay in der Provinz Azuay im Süden von Ecuador.

## Flusslauf
Der Río Tarqui entspringt in der Cordillera Occidental, 27 km westsüdwestlich von Cuenca, auf einer Höhe von etwa 3800 m. Er fließt anfangs 20 km in überwiegend ostsüdöstlicher Richtung durch das Gebirge und erreicht eine Niederung, in der Landwirtschaft betrieben wird. Der Río Tarqui fließt nun 12 km in nordnordöstlicher Richtung. Er ist auf dieser Strecke weitgehend kanalisiert. Der Río Tarqui passiert dabei die Ortschaften Victoria del Portete und Tarqui. Die Fernstraße E59 (Pasaje–Cuenca) folgt dem Flusslauf bis nach Cuenca. Der Rio Tarqui durchschneidet bei Flusskilometer 18 einen Höhenrücken in nördlicher Richtung. Acht Kilometer oberhalb der Mündung in den Río Yanuncay erreicht der Río Tarqui das Stadtgebiet von Cuenca. Er wendet sich auf den letzten Kilometern nach Osten und verläuft entlang dem südlichen Stadtrand. Das Einzugsgebiet des Río Tarqui umfasst etwa 460 km².